# Gregor Kruk

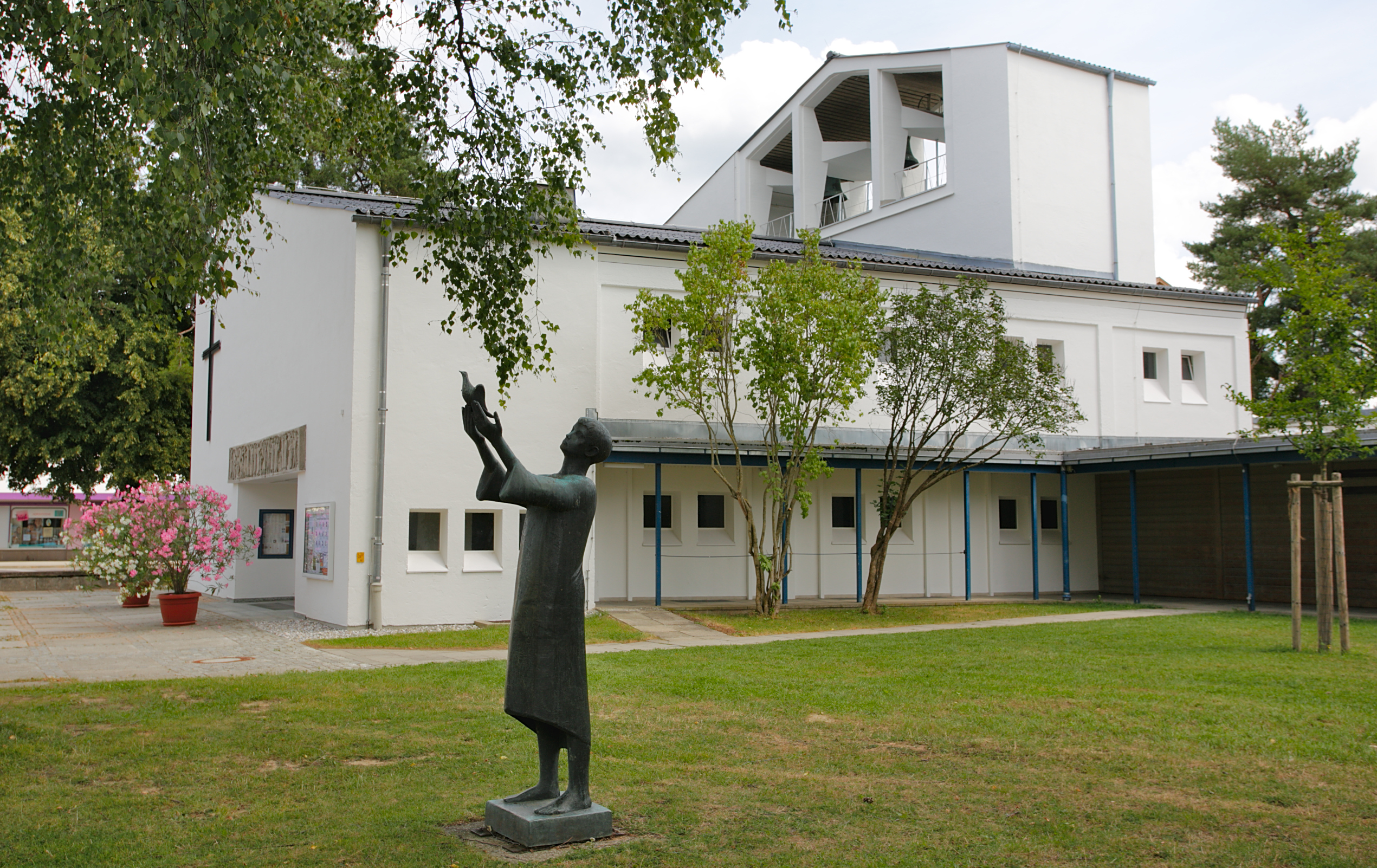
Bronzeplastik Jüngling mit Taube vor der Pauluskirche in Traunreut

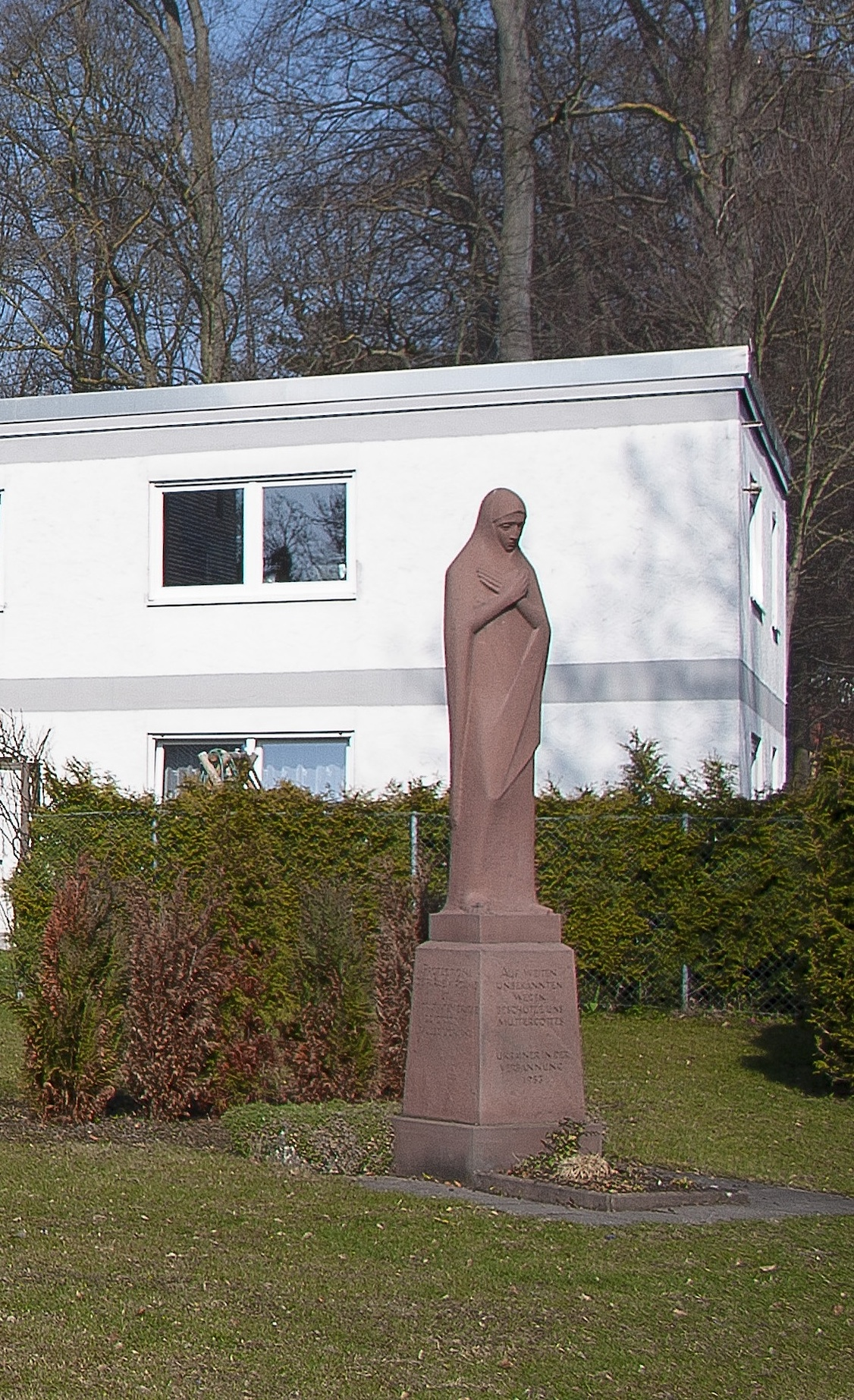
Marienstatue von Gregor Kruk in Neu-Ulm

Gregor Kruk (* 30. Oktober 1911 in Bratysziw; † 5. Dezember 1988) war ein ukrainischer Bildhauer.

## Leben
Am 30. Oktober 1911 wurde Kruk in Bratyziw, bei Lemberg in der Ukraine, geboren. In Lemberg besuchte er die Schule und anschließend die Kunstgewerbeschule. Seit 1937 lebte er in Deutschland. Er setzte seine Ausbildung an der Kunstakademie in Krakau und mit einem Stipendium an der Hochschule für bildende Kunst in Berlin fort. In Krakau legte er die Abschlussprüfung bei Professor Constantin Laszezka mit „summa cum laude“ ab. In Berlin war sein Professor Alfred Vocke. Er war aber auch Schüler von Otto Hitzberger, Franz Blatscheck, Arno Breker und August Kranz. 
1945, nach dem Kriege, unterrichtete er an der Universität UNRRA (United Nations Relief and Rehabilitations Administration) in München.
Sein Atelier hatte er in Schwabing, dem Münchner Künstlerviertel. 
Ausgestellt wurden die Werke Kruks unter anderem in Toronto, Philadelphia, London, Paris, Rom.

## Werke
Kruks Werke befinden sich weltweit verteilt. Eine der größten Sammlungen befindet sich in Königsbrunn, sie wurde zum 100. Geburtstag im Rathausfoyer präsentiert werden. Die Nationalmuseen Paris, London, Dubrovnik haben Werke von ihm angekauft und stellen sie ebenfalls aus.
- Porträtbüste von Papst Paul VI.
- Marienstatue in Neu-Ulm (denkmalgeschützt)
- Bronzeplastik Jüngling mit Taube bei der Pauluskirche in Traunreut